# Franz Ziereis
Franz Xaver Ziereis  (Munique, 13 de agosto de 1905 – Gusen, 24 de maio de 1945) foi um oficial da SS nazista e comandante do campo de concentração de Mauthausen-Gusen durante a II Guerra Mundial.
Filho de um condutor de charretes morto na I Guerra Mundial, Franz passou oito anos na escola secundária até começar a trabalhar como aprendiz e office-boy numa loja de departamentos em Munique, estudando comércio durante a noite. Em 1922 foi trabalhar numa loja de carpintaria, mas de tempos em tempos ficava desempregado.
Sem conseguir trabalho fixo, entrou para o Reichswehr, o exército alemão da época, em abril de 1924. Após doze anos de serviço, deu baixa em 1936 com a patente de sargento.

## Schutzstaffel
Ziereis recebeu então oferta de ingresso na Totenkopf, a divisão da SS (Schutzstaffel) criada por Theodor Eicke, com a patente de SS-Obersturmführer (primeiro-tenente) e oportunidades de promoção na carreira. Juntou-se à SS e ao Partido Nazista e deixou a igreja.
Suas primeiras tarefas na Totenkopf foram de natureza militar e seus superiores o elogiavam pela habilidade como instrutor de tática militares. Em 1937 tornou-se líder de esquadrão do destacamento de Brandemburgo da divisão SS Totenkopf. Durante treinamentos no mesmo ano, foi seriamente ferido no joelho, ficando hospitalizado por várias semanas.
Transferido para a Áustria no ano seguinte, serviu como instrutor de jovens soldados SS no regimento SS da Turíngia.

## Mauthausen
Em 9 de fevereiro de 1939, Frank Ziereis foi nomeado comandante do campo de concentração de Mauthausen-Gusen, onde, entre outros crimes, permitia que seu filho de onze anos subisse no portão da frente do campo e atirasse nos prisioneiros com um rifle.
Seu trabalho em Mauthausen fez com que fosse promovido a SS-Standartenführer pelo comando em Berlim, patente que ostentava quando da libertação do campo em 1945.

## Aprisãoe morte
Ao final da guerra, com a tomada do complexo de extermínio pelas tropas aliadas, Ziereis fugiu para o norte da Áustria com a mulher e o filho, onde foi encontrado e preso numa cabana de caça por tropas norte-americanas em 23 de maio de 1945; ele tentou escapar no momento da captura e foi ferido pelos soldados.
Trazido de volta a Mauthausen, acabou não resistindo aos ferimentos e morrendo no dia seguinte. Seu cadáver foi então entregue a seus ex-prisioneiros sobreviventes, que o enforcaram numa cerca do sub-campo de Gusen I.